# Poecilia chica
Poecilia chica là một loài cá nước ngọt thuộc chi Poecilia trong họ Cá khổng tước. Loài này được mô tả lần đầu tiên vào năm 1975.

## Phân bố và môi trường sống
P. chica được tìm thấy tại 3 đường cống thoát nước riêng biệt ở phía tây nam Mexico. Những con mương này nằm giữa thành phố Colima và thị trấn ven biển Chamela. P. chica sống ở vùng nước có bóng râm, dòng chảy chậm hoặc vừa phải.

## Mô tả
Mẫu vật lớn nhất của P. marcellinoi có chiều dài cơ thể được ghi nhận là 5 cm, thuộc về một cá thể mái; cá đực có chiều dài tối đa được ghi nhận là 3 cm.